# بول هنشلوود
بول هنشلوود (بالإنجليزية: Paul Hinshelwood)‏ هو لاعب كرة قدم ومدير فني بريطاني في مركز ظهير ‏، ولد في 14 أغسطس 1956 في برستل في المملكة المتحدة. شارك مع منتخب إنجلترا تحت 21 سنة لكرة القدم. أما مع النوادي، فقد لعب مع أكسفورد يونايتد وكريستال بالاس وكولتشستر يونايتد ونادي ميلوول.